# Gong Gong
Gong Gong (chinês tradicional: 共工) é um deus das águas da mitologia chinesa, responsável pelas grandes enchentes, trabalhando em conjunto com Xiang Yao (chinês tradicional: 相繇), um ser de nove cabeças e corpo de cobra. Diz a mitologia chinesa que Gong Gong sentiu-se envergonhado por ter perdido a luta pelo trono do Céu (Paraíso) e, por isso, em um ato de intensa raiva, bateu violentamente sua cabeça contra a montanha Bizhou (不周山), um dos pilares que sustentava o firmamento. O pilar sofreu enormes danos, fazendo com que o céu pendesse para o noroeste e a Terra para o sudeste, causando a inclinação deste último como conhecemos hoje. Esse acontecimento trouxe grandes enchentes, levando sofrimento ao povo. Nu Kua (女媧), importante e benevolente deusa, decepou as pernas de uma tartaruga gigante, utilizando-as para substituir o pilar danificado, remediando a situação; entretanto, ela não conseguiu corrigir completamente a inclinação do céu. Isso explica o movimento do sol, lua e estrelas para o noroeste e o curso dos rios da China para o sudeste, desaguando no oceano Pacífico.